# 289e division de fusiliers (2e formation)
Pour les articles homonymes, voir 289e division.
« 5e brigade de fusiliers (1re formation) » redirige ici. Pour les unités homonymes, voir 5e brigade.
La 289e division de fusiliers (russe : 289-я стрелковая дивизия) est une division d'infanterie de l'Armée rouge de l'Union soviétique pendant la Seconde Guerre mondiale.
La division est formée en octobre 1941 à partir de la 5e brigade de fusiliers, une brigade d'infanterie non endivisionnée combattant dans la guerre de Continuation contre les troupes finlandaises et allemandes en Carélie. La 289e division passe la majeure partie de la guerre en Carélie et, à l'été 1944, combat dans l'offensive Vyborg-Petrozavodsk, qui met fin de la guerre de Continuation en septembre. La division stationne à Belomorsk en Carélie jusqu'à sa dissolution en juillet 1946.

## Historique

### Formation à partir de la5ebrigadede fusiliers
Une première 289e division de fusiliers est formée à l'été 1941, après l'invasion allemande de l'Union soviétique, et est détruite lors de la bataille de Kiev en septembre.
La deuxième formation de la division a lieu le 15 octobre 1941 à partir de la 5e brigade de fusiliers. La 5e brigade de fusiliers est elle-même issue du changement de nom, le 5 octobre 1941, de la brigade de fusiliers de Mourmansk, également appelée brigade Grivnik et créée en juillet 1941. La brigade combat aux côtés de la 88e division de fusiliers (ru) soviétique contre le groupe J du 3e corps finlandais (en) et la division SS Nord lors de l'opération Barbarossa. Les soviétiques repoussent les deux forces, obligeant les troupes finno-allemandes à se retirer dans la ville de Kestenga, près du lac Topozero en septembre 1941.

### Combats en Carélie
La division combat en Carélie pour le reste de la guerre. En novembre-décembre 1941, elle opère dans la région du lac Segozero sous le commandement direct du front de Carélie En avril 1942[réf. souhaitée], elle est intégrée à la 32e armée. De juin à août 1944, elle participe à l'offensive Vyborg-Petrozavodsk, au cours de laquelle elle participe à la reconquête du sud de la Carélie. Elle repousse, en coordination avec la 176e division, la 21e brigade d'infanterie finlandaise de Porajärvi le 13 juillet puis poursuit jusqu'à Kuolisma (fi), qu'elle libère le 26 juillet 1944. Face à la percée soviétique, le général finlandais Erkki Raappana laisse la division progresser vers Ilomantsi, où elle est encerclée fin juillet entre les Sysmä (en) et Konnukka. Pour éviter un nouveau motti, les Soviétiques engagent les 69e (ru)  et 70e (ru) brigades de fusiliers marins mais la plupart de la division parvient à s'échapper le 9 août malgré de lourdes pertes en hommes et en matériel. Les progrès réalisés dans l'offensive conduisent les Finlandais à mettre fin à la guerre de Continuation en septembre.

### Après 1945
Après la fin de la guerre de Continuation, la division devient une partie du 4e corps de fusiliers du district militaire de Belomosk (en) à Belomorsk en mai 1945. La division y est dissoute avec son corps le 10 juillet 1946.

## Commandants
Les officiers suivants ont commandé la division:
- Colonel Dmitri Makchanov (19 septembre  –  20 octobre 1941)
- Colonel Nikolaï Tchernoukha (20 octobre  –  mars 1942)
- Major-général Toivo Tommola (fi) (28 mars 1942  –  28 juin 1944)
- Major-général Nikolaï Tchernoukha (29 juin 1944  –  9 mai 1945)